# 盐生黄耆
盐生黄耆（学名：Astragalus salsugineus var. multijugus）为豆科黄芪属喜盐黄耆的变种，为中国的特有植物。分布于中国大陆的宁夏、甘肃、内蒙古等地，生长于海拔1,000米至1,500米的地区，多生长在沙滩以及戈壁的盐碱草地，目前尚未由人工引种栽培。